# Szárnya
Szárnya (lengyelül Podsarnie [pɔt'sarɲɛ], korábban Orawka Srednia [ɔ'rafka 'srɛdɲa], szlovákul: Sŕnie) falu Lengyelországban, az egykori Nowy Sącz, a mai Kis-lengyelországi vajdaságban.

## Fekvése
Jablonkától 10 km-re északkeletre, az Orawka-patak két partján fekszik.

## Nevének eredete
Nevét első, Sarna nevezetű bírájáról kapta.

## Története
Itt volt a Trianon előtti Magyarország határa, ahol vámhivatal is működött. Fa harangtornya 18. századi.
A 18. század végén Vályi András így ír róla:  „SZÁRNYA. Lengyel falu Árva Várm. az Árvai Uradalomhoz tartozik, lakosai katolikusok; fekszik Harkabuz mellett, az Ország’ szélén, ’s patakja Harkabuznál ered, melly zápor essők’ alkalmatosságával szélesen el szokott terjedni; határja a’ középszerűnél soványabb, ’s leginkább zabot terem; piatza Tersztena Mezővárosban 5 és fél órányira.”
Fényes Elek 1851-ben kiadott geográfiai szótárában így ír a faluról: „Szárnya, tót falu, Árva vgyében, a gallicziai határszélen, 628 kath. lak. 22 7/8 sessio. Gyolcskereskedés. F. u. az árvai urad. Ut. p. Rosenberg.”
A trianoni diktátumig Árva vármegye Trsztenai járásához tartozott.
Egyike a trianoni diktátum aláírása után egy hónappal – a belgiumi Spa-ban tartott diplomáciai konferencia által – Lengyelországnak ítélt tizennégy felső-árvai falunak. 1939 és 1945 között a Szlovák Köztársasághoz tartozott.

## Népessége
1910-ben 419, túlnyomórészt lengyel lakosa volt.
Manapság 803 lakosának nagy része lengyel nemzetiségű, de 20 százalék felett van a szlovákok aránya a településen.

## Ismert személyek
- Itt született 1778. november 25-én Szárnyai Zoerárd Ignác OSB, bencés szerzetes. Gimnáziumi tanár volt Sopronban, Pozsonyban, Nagyszombatban és Komáromban, azután házgondnok Pannonhalmán. Élete utolsó négy évében Celldömölki alperjel volt. Meghalt 1842. szeptember 22-én Celldömölkön.[5]